# نمر أسود

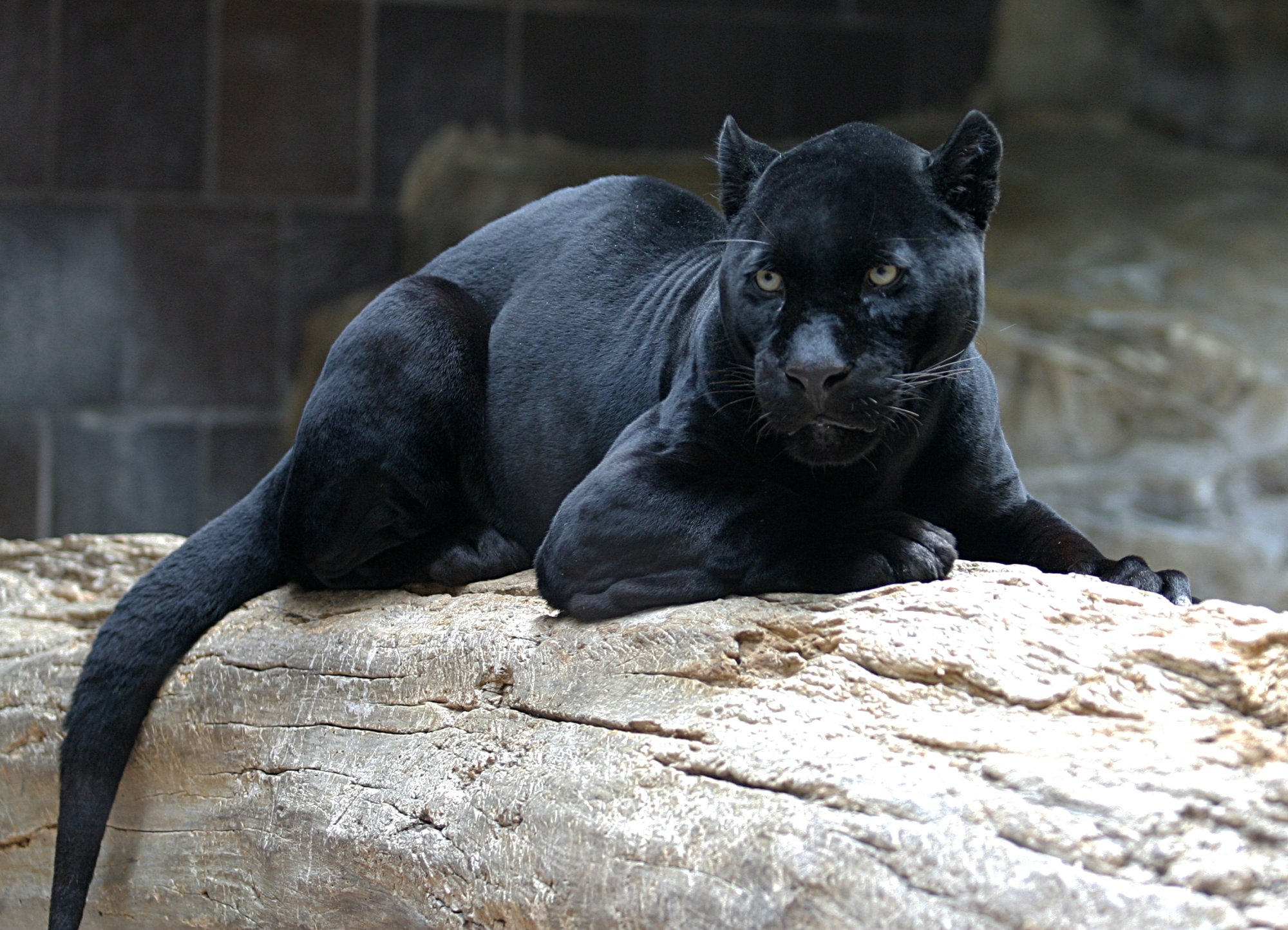
اليغور الأسود

النمر الأسود هو نوع من النمور له طفرة لونية تسببها زيادة الميلانين وتظهر لدى النمور واليغاور.
والنمر الأسود يسمى خطأ أحياناً من بعض العامة فهد أسود؛ وذلك بسبب التداخل الموجود حالياً في المسميات للقطط الكبيرة، بينما النمر الأسود أو (Black Leopard) ما هو إلا نمر (leopard) عادى ولكن سلالته لها جينة سوداء كالبيضاء في الببر والأسود وإذا سلط عليه الضوء نجد الورديات ظاهرة أما من بعيد فيظهر أسود تماماً ولا تظهر الورديات وهذا ما لا يعرفه الكثيرون، وهو يعيش في مناطق الغابات الكثيفة التي تساعده على التخفى لاصطياد فرائسه، ولليغور أيضاً نفس الجينة السوداء فهناك اليغور الأسود (Black Jaguar).
وهو حيوان يتصف بالغموض فهو يحب العزلة والتخفي وعدم الظهور، فهو نادراً ما يظهر حيث يقضي معظم وقته متخفياً بين الأشجار وينشط ليلاً حيث يخرج بحثاً عن فرائسه كالغزلان وغيرها. فالكثير من الحيوانات المفترسة بمختلف أنواعها تخافه لما يتمتع به من قوة، كذلك هو حيوان معرض للانقراض بسبب الصيد الكثير من قبل الصيادين للحصول على جلده الناعم والباهظ الثمن. وموطنه الأصلي في وسط آسيا وفي أدغال الهند.

## معرض صور

نمر أسود
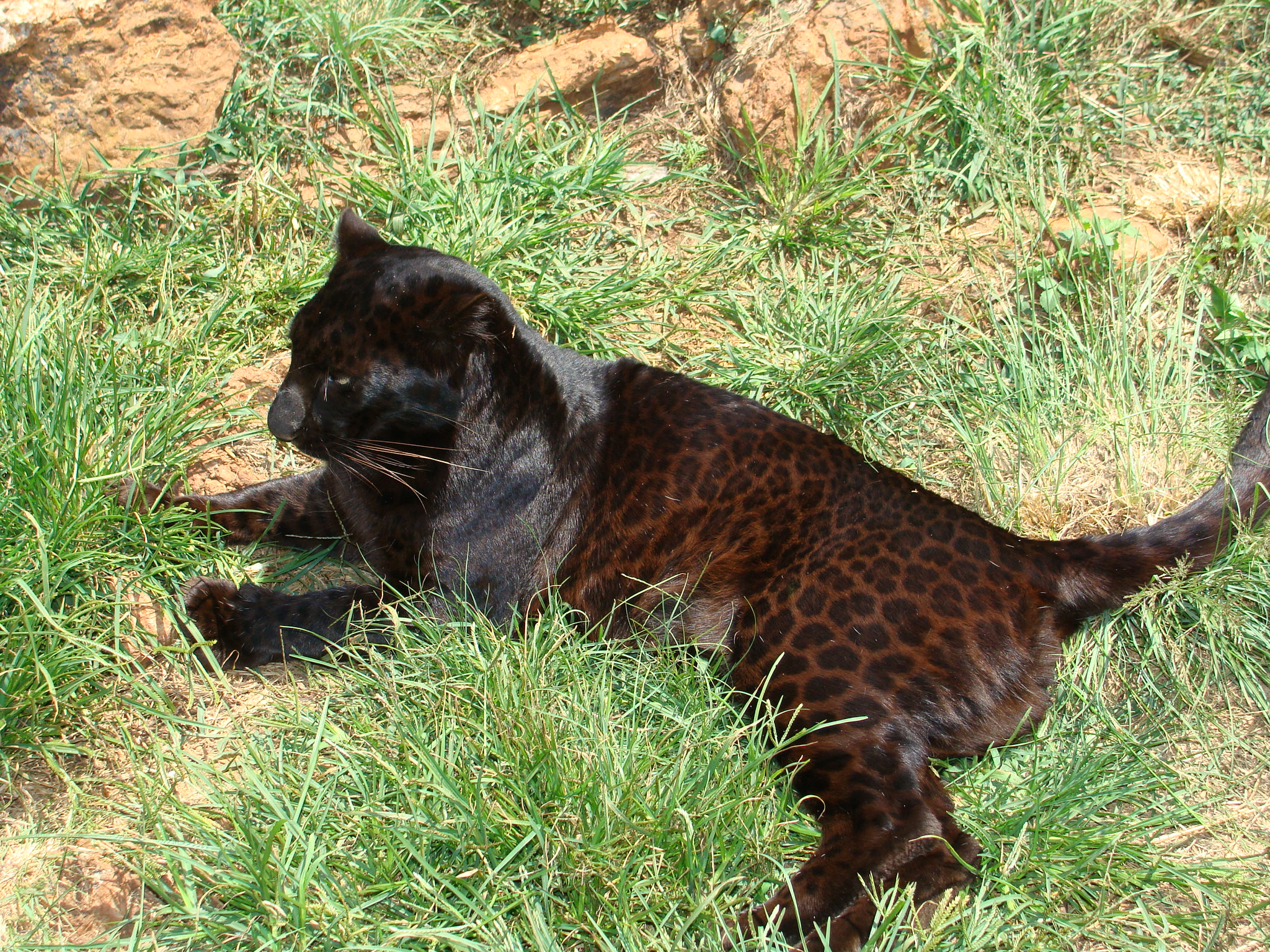
لاحظ العلامات على جلده
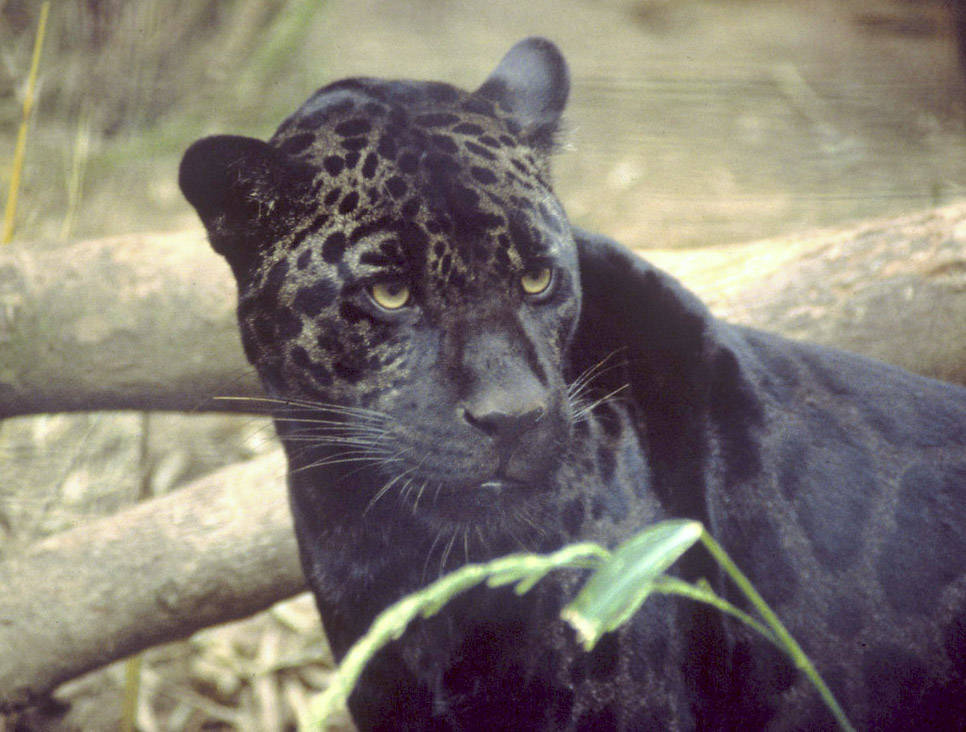
يغور أسود